# Pseudobunaea immaculata
Pseudobunaea immaculata är en fjärilsart som beskrevs av Eugène Louis Bouvier 1930. Pseudobunaea immaculata ingår i släktet Pseudobunaea och familjen påfågelsspinnare. Inga underarter finns listade i Catalogue of Life.